# Bọ cạp đỏ Ấn Độ
Bọ cạp đỏ Ấn Độ (tiếng Tamil: செந்தேள்; Danh pháp khoa học: Hottentotta tamulus) hay còn gọi là bọ cạp đỏ miền Đông Ấn Độ là một loài bọ cạp trong họ Buthidae, đây là một loài bọ cạp nhỏ và có nọc độc mạnh do đó rất nguy hiểm và thường được coi là loài bọ cạp nguy hiểm nhất thế giới.

## Đặc điểm
Bọ cạp đỏ Ấn Độ được xem là một trong những loài bọ cạp nguy hiểm nhất thế giới do chúng có độc tố mạnh. Bọ cạp đỏ Ấn Độ là một trong những loài bọ cạp nguy hiểm nhất trên thế giới vì sinh vật này chỉ phát triển kích thước đến khoảng 50–90 mm, nên rất khó phát hiện.
Có khoảng 86 loài bò cạp khác nhau được phát hiện ở Ấn Độ, trong đó có 50 loài có thể gây nguy hiểm cho con người. Loài bò cạp Ấn Độ đỏ thông thường giết chết khoảng 50 -80 người hàng năm mặc dù chúng chỉ có kích thước khoảng 50–90 mm. Nếu đang đi du lịch ở Ấn Độ, Pakistan, Nepal hay Sri Lanka, hãy kiểm tra giày trước khi đi vì chúng có thể ẩn ấp trong đó.